# Laevicephalus poudris
Laevicephalus poudris är en insektsart som beskrevs av Leonard D. Tuthill 1930. Laevicephalus poudris ingår i släktet Laevicephalus och familjen dvärgstritar. Inga underarter finns listade i Catalogue of Life.